# Confédération de Sandomir
 (signalé en juin 2025).
Si vous disposez d'ouvrages ou d'articles de référence ou si vous connaissez des sites web de qualité traitant du thème abordé ici, merci de compléter l'article en donnant les références utiles à sa vérifiabilité et en les liant à la section « Notes et références ».
- Archive Wikiwix
- Bing
- Cairn
- DuckDuckGo
- E. Universalis
- Gallica
- Google
- G. Books
- G. News
- G. Scholar
- Persée
- Qwant
- (zh) Baidu
- (ru) Yandex
- (wd) trouver des œuvres sur Wikidata

La Confédération de Sandomir (ou de Sandomierz) était une confédération anti-suédoise, formée le 20 mai 1704 pour défendre le roi de Pologne, Auguste II le Fort. Elle a été formée en réaction à la Confédération de Varsovie, et son maréchal était Stanisław Ernest Denhoff. La confédération a perduré jusqu'en 1717, date à laquelle elle fut dissoute par le Sejm silencieux.
Les membres de la confédération étaient principalement constitués de nobles de Petite-Pologne, qui soutenaient l'électorat de Saxe, dont le souverain Auguste II était également roi de Pologne. Sa formation a donné lieu à une guerre civile de trois ans entre les deux camps. Au début, la partie suédoise a le dessus, mais la Confédération de Varsovie ressort finalement victorieuse, et la guerre civile prend fin avec le Traité d'Altranstädt (1706). Auguste II reprend le trône de Pologne en 1709 avec le soutien de la Russie.